# Clint Leemans
Clint Henricus Franciscus Leemans (ur. 15 września 1995 w Veldhoven)  – holenderski piłkarz grający na pozycji środkowego lub defensywnego pomocnika w holenderskim klubie NAC Breda. Młodzieżowy reprezentant Holandii.